# Hong Cha-ok
Hong Cha-ok (koreanisch 홍차옥; * 10. März 1970 im Landkreis Gunwi, Südkorea) ist eine ehemalige südkoreanische Tischtennisspielerin. Sie wurde Weltmeister im Teamwettbewerb 1991 und Bronzemedaillengewinnerin bei den Olympischen Spielen 1992.

## Werdegang
Erste internationale Erfolge erzielte Hong Cha-ok bei den Asienmeisterschaften der Jugend. Hier kam sie 1986 im Einzel, Doppel mit Hyun Jung-hwa und Mixed mit Kim Taek-soo ins Finale. 1987 gewann sie den Titel im Einzel.
Sie nahm an den Weltmeisterschaften 1987, 1991 und 1993 teil. Dabei wurde sie mit der gesamtkoreanischen Damenmannschaft 1991 Weltmeister, im Einzel schied sie im Viertelfinale aus. 1993 holte sie mit der südkoreanischen Damenmannschaft Bronze.
Bei den Asienmeisterschaften der Erwachsenen siegte sie 1988 und 1990 mit dem Team. 1990 erreichte sie im Doppel das Halbfinale und im Mixed mit Kim Taek-soo das Endspiel. Zweimal qualifizierte sich Hong Cha-ok für die Teilnahme an den Olympischen Sommerspielen. 1988 trat sie nur im Einzel an, 1992 nur im Doppelwettbewerb, bei dem sie Bronze mit Hyun Jung-hwa gewann.
In der ITTF-Weltrangliste belegte sie 1992 Platz 20.

## Turnierergebnisse
| Verband | Veranstaltung                      | Jahr | Ort                    | Land | Einzel        | Doppel        | Mixed      | Team |
| ------- | ---------------------------------- | ---- | ---------------------- | ---- | ------------- | ------------- | ---------- | ---- |
| KOR     | Asienmeisterschaft ATTU            | 1990 | Kuala Lumpur           | MAS  | Viertelfinale | Halbfinale    | Silber     | 1    |
| KOR     | Asienmeisterschaft ATTU            | 1988 | Niigata                | JPN  | Viertelfinale |               |            | 1    |
| KOR     | Asian Cup                          | 1987 | Seoul                  | KOR  | 7             |               |            |      |
| KOR     | Asienspiele                        | 1990 | Peking                 | CHN  |               | Gold          | Halbfinale | 2    |
| KOR     | Asienmeisterschaft ATTU (Junioren) | 1987 | Kediri                 | INA  | Gold          |               |            |      |
| KOR     | Asienmeisterschaft ATTU (Junioren) | 1986 | Nagoya                 | JPN  | Silber        | Silber        | Silber     |      |
| KOR     | Olympische Spiele                  | 1992 | Barcelona              | ESP  | keine Teiln.  | Bronze        |            |      |
| KOR     | Olympische Spiele                  | 1988 | Seoul                  | KOR  | 8             | keine Teiln.  |            |      |
| KOR     | Weltmeisterschaft                  | 1993 | Göteborg               | SWE  | letzte 32     | letzte 16     | letzte 16  | 3    |
| KOU     | Weltmeisterschaft                  | 1991 | Chiba City             | JPN  | letzte 32     | Viertelfinale | letzte 16  | 1    |
| KOR     | Weltmeisterschaft                  | 1987 | New Delhi              | IND  | letzte 64     | keine Teiln.  | letzte 16  |      |
| KOR     | World Doubles Cup                  | 1992 | Las Vegas              | USA  |               | Silber        |            |      |
| KOR     | World Doubles Cup                  | 1990 | Seoul                  | KOR  |               | Gold          |            |      |
| KOR     | WTC-World Team Cup                 | 1991 | Barcelona              | ESP  |               |               |            | 2    |
| KOR     | WTC-World Team Cup                 | 1990 | Hokkaido, Aomori, Niig | JPN  |               |               |            | 3    |